# Estação Vigário Geral
Vigário Geral é uma estação de trem do ramal ferroviário de Saracuruna, no Rio de Janeiro. É a última estação desse ramal dentro do município do Rio de Janeiro.

## História
A estação de Vigário Geral foi inaugurada em 1886 pela Estrada de Ferro Leopoldina. Atualmente é uma das estações de trens metropolitanos controlados pela Supervia, sendo a última da Linha Saracuruna na capital fluminense.

## Plataforma
- Plataforma 1A: Sentido Saracuruna
- Plataforma 1B: Sentido Central